# برادلي رايموند
برادلي رايموند (بالإنجليزية: Bradley Raymond)‏ هو كاتب سيناريو ومخرج أمريكي، ولد في 1960.

## وصلات خارجية
- برادلي رايموند على موقع IMDb (الإنجليزية)
- برادلي رايموند على موقع ألو سيني (الفرنسية)
- برادلي رايموند على موقع أول موفي (الإنجليزية)
- برادلي رايموند على موقع قاعدة بيانات الأفلام السويدية (السويدية)
- برادلي رايموند على موقع قاعدة بيانات الفيلم (الإنجليزية)
- برادلي رايموند على موقع كينوبويسك (الروسية)